# Ronald Wayne
Ronald Gerald (Ron) Wayne (Cleveland, 17 mei 1934), van opleiding en beroep industrieel elektronicus, is de weinig bekende derde oprichter van Apple Computer (naast Steve Jobs en Steve Wozniak) en werd the forgotten founder genoemd. Hij maakte een tekening van Isaac Newton onder een appelboom die werd gebruikt als eerste logo van Apple, en hij schreef de handleiding voor de Apple I. Bij Apple schreef hij ook de samenwerkingsovereenkomst.

## Carrière
Wayne werkte bij Atari, waar Jobs een tijdelijk baantje had, voor het drietal in 1976 met Apple begon. Hij werd door Jobs bij Apple betrokken om te voorkomen dat de stemmen zouden staken als de beide Steve's een beslissing moesten nemen en kreeg bij de oprichting een aandeel van 10%. Omdat hij niet zoveel vertrouwen in het nieuwe bedrijf had, bleef Wayne gewoon bij Atari werken. Bij zijn aarzeling speelde waarschijnlijk een rol dat hij vier jaar eerder zijn eigen ingenieursbedrijfje Siand uit Las Vegas had moeten opheffen. Toen Jobs vervolgens regelde dat Apple onderdelen op krediet kon kopen en anderzijds 50 computers op rekening zou gaan leveren, werd Wayne bang dat de afnemers niet op tijd zouden betalen en de crediteuren van Apple bij hem verhaal zouden halen.
Hij werd daarop enkele weken na de oprichting weer uitgekocht, voor 800 dollar. (Ook bedragen van 300 en 900 dollar worden wel genoemd als uitkoopsom.) Eind 1977 kreeg Wayne nog een officiële uitkoopbonus van 1500 dollar.
Korte tijd later investeerde Mike Markkula ruim 250 duizend dollar durfkapitaal in het bedrijf. In het eerste boekjaar haalde Apple een omzet van 174 duizend dollar en in 1982 haalde Apple voor het eerst een omzet van meer dan een miljard dollar. Wayne's aandeel zou ruim 6 miljard dollar waard zijn geweest. Hij beweerde echter dat hij er geen spijt van had zijn aandeel te hebben verkocht, omdat hij de beste beslissing had genomen die hij destijds had kunnen nemen.

## Na Apple
Volgens CNET werkte Wayne in 1997 als ingenieur in Salinas bij een bedrijf dat voor het Amerikaanse Ministerie van Defensie. Later emigreerde hij naar Nieuw-Zeeland.